# لينا بيرغستروم
لينا بيرغستروم (بالسويدية: Lena Bergström)‏ هي مصممة سويدية، ولدت في 1961 في أوميو في السويد.

## وصلات خارجية
- الموقع الرسمي